# Интегральная формула Коши
Интегральная формула Коши — соотношение для голоморфных функций комплексного переменного, связывающее значение функции в точке с её значениями на контуре, окружающем точку.
Эта формула выражает одну из важнейших особенностей комплексного анализа: значение в любой точке внутри области можно определить, зная значения на её границе.

## Формулировка
Пусть {\displaystyle D} — область на комплексной плоскости с кусочно-гладкой границей {\displaystyle \Gamma =\partial D}, функция {\displaystyle f(z)} голоморфна в {\displaystyle {\overline {D}}}, и {\displaystyle z_{0}} — точка внутри области {\displaystyle D}.
Тогда справедлива следующая формула Коши:
{\displaystyle f(z_{0})={\frac {1}{2\pi i}}\int \limits _{\Gamma }{\frac {f(z)}{z-z_{0}}}\,dz.}
Формула справедлива также, если предполагать, что {\displaystyle f(z)} голоморфна внутри {\displaystyle D} и непрерывна на замыкании, а также если граница {\displaystyle D} не кусочно-гладкая, а всего лишь спрямляемая.

## Доказательство
Рассмотрим окружность {\displaystyle S_{\rho }} достаточно малого радиуса {\displaystyle \rho } с центром в точке {\displaystyle z_{0}}.
В области, ограниченной контурами {\displaystyle \Gamma } и {\displaystyle S_{\rho }} (то есть состоящей из точек области {\displaystyle D} за исключением точек внутри {\displaystyle S_{\rho }}), подынтегральная функция не имеет особенностей, и по интегральной теореме Коши интеграл от неё по границе этой области равен нулю. Это означает, что независимо от {\displaystyle \rho } имеем равенство
{\displaystyle \int \limits _{\Gamma }{\frac {f(z)}{z-z_{0}}}\,dz=\int \limits _{S_{\rho }}{\frac {f(z)}{z-z_{0}}}\,dz.}
Для расчёта интегралов по {\displaystyle S_{\rho }} применим параметризацию {\displaystyle z=z_{0}+\rho e^{i\varphi },\ \varphi \in [0;\;2\pi ]}.
Сначала докажем формулу Коши отдельно для случая {\displaystyle f(z)=1}:
{\displaystyle {\frac {1}{2\pi i}}\int \limits _{S_{\rho }}{\frac {1}{z-z_{0}}}\,dz={\frac {1}{2\pi i}}\int \limits _{0}^{2\pi }{\frac {1}{\rho e^{i\varphi }}}i\rho e^{i\varphi }\,d\varphi =1.}
Воспользуемся ею для доказательства общего случая:
{\displaystyle {\frac {1}{2\pi i}}\int \limits _{S_{\rho }}{\frac {f(z)}{z-z_{0}}}\,dz-f(z_{0})={\frac {1}{2\pi i}}\int \limits _{S_{\rho }}{\frac {f(z)}{z-z_{0}}}\,dz-{\frac {1}{2\pi i}}\int \limits _{S_{\rho }}{\frac {f(z_{0})}{z-z_{0}}}\,dz={\frac {1}{2\pi i}}\int \limits _{S_{\rho }}{\frac {f(z)-f(z_{0})}{z-z_{0}}}\,dz.}
Так как функция {\displaystyle f(z)} комплексно дифференцируема в точке {\displaystyle z_{0}}, то
{\displaystyle {\frac {f(z)-f(z_{0})}{z-z_{0}}}=f'(z_{0})+o(1).}
Интеграл от {\displaystyle f'(z_{0})} равен нулю:
{\displaystyle {\frac {1}{2\pi i}}\int \limits _{S_{\rho }}f'(z_{0})\,dz={\frac {1}{2\pi i}}\int \limits _{0}^{2\pi }f'(z_{0})i\rho e^{i\varphi }\,d\varphi =0.}
Интеграл от члена {\displaystyle o(1)} может быть сделан сколь угодно малым при {\displaystyle \rho \to 0}. Но поскольку он от {\displaystyle \rho } вообще не зависит, значит он равен нулю. В итоге получаем, что
{\displaystyle {\frac {1}{2\pi i}}\int \limits _{\Gamma }{\frac {f(z)}{z-z_{0}}}\,dz-f(z_{0})={\frac {1}{2\pi i}}\int \limits _{S_{\rho }}{\frac {f(z)-f(z_{0})}{z-z_{0}}}\,dz=0.}

## Следствия
Формула Коши имеет массу различных следствий. Это ключевая теорема всего комплексного анализа. Вот некоторые из её следствий:

### Аналитичность голоморфных функций
В окрестности любой точки {\displaystyle z_{0}} из области, где функция {\displaystyle f(z)} голоморфна, она совпадает с суммой степенного ряда:
{\displaystyle f(z)=\sum \limits _{n=0}^{\infty }c_{n}(z-z_{0})^{n}},
причём его радиус сходимости не меньше радиуса круга с центром в точке {\displaystyle z_{0}}, в котором функция {\displaystyle f(z)} голоморфна, а коэффициенты {\displaystyle c_{n}} могут быть вычислены по интегральным формулам:
{\displaystyle c_{n}={1 \over 2\pi i}\int \limits _{\Gamma }{f(z) \over (z-z_{0})^{n+1}}\,dz}.
Из этих формул следуют неравенства Коши для коэффициентов {\displaystyle c_{n}} функций, голоморфных в круге {\displaystyle {|z-z_{0}|<r}}:
{\displaystyle c_{n}\leqslant r^{-n}M(r)},
где {\displaystyle M(r)} — максимум модуля функции {\displaystyle f(z)} на окружности {\displaystyle {|z-z_{0}|=r}}, а из них — теорема Лиувилля об ограниченных целых аналитических функциях: если функция голоморфна во всей комплексной плоскости и ограничена, она есть константа.
Кроме того, сочетая формулы для коэффициентов с теоремой о голоморфности суммы степенного ряда с ненулевым радиусом сходимости и формулой, выражающей коэффициенты степенного ряда через производные его суммы
{\displaystyle c_{n}={{f^{(n)}(z_{0})} \over n!}}
получается интегральное представление производных функции {\displaystyle f(z)}:
{\displaystyle f^{(n)}(z_{0})={n! \over 2\pi i}\int \limits _{\Gamma }{f(z) \over (z-z_{0})^{n+1}}\,dz.}
Оценки производных, аналогичные неравенствам Коши, дают теорему о равностепенной непрерывности семейства голоморфных функций в ограниченной области {\displaystyle D}, если это семейство равномерно ограничено в {\displaystyle D}. В сочетании с теоремой Арцела — Асколи, получается теорема Монтеля о компактном семействе функций: из любого равномерно ограниченного семейства функций, голоморфных в ограниченной области {\displaystyle D}, можно выделить такую последовательность функций, которая будет сходиться в {\displaystyle D} к некоторой голоморфной функции равномерно.

### Представимость голоморфных функций рядами Лорана в кольцевых областях
Если функция {\displaystyle f(z)} голоморфна в области {\displaystyle D} вида {\displaystyle \{r<|z-z_{0}|<R\}}, то в ней она представима суммой ряда Лорана:
{\displaystyle f(z)=\sum \limits _{n=-\infty }^{+\infty }c_{n}(z-z_{0})^{n},}
причём коэффициенты {\displaystyle c_{n}} могут быть вычислены по интегральным формулам:
{\displaystyle c_{n}={1 \over 2\pi i}\int \limits _{\Gamma }{f(z) \over (z-z_{0})^{n+1}}\,dz,}
а сам ряд Лорана сходится в {\displaystyle D} к функции {\displaystyle f(z)} равномерно на каждом компакте из {\displaystyle D}.
Формула для коэффициента {\displaystyle c_{-1}} часто применяется для вычисления интегралов от функции {\displaystyle f(z)} по различным контурам, используя алгебраические методы и теорию вычетов.
Также в терминах рядов Лорана производится классификация изолированных особых точек голоморфных функций.

### Теоремы о среднем для голоморфных функций
Если функция {\displaystyle f(z)} голоморфна в круге {\displaystyle \{|z-z_{0}|<R\}}, тогда для каждого {\displaystyle r\,(0<r<R)}
{\displaystyle f(z_{0})={1 \over 2\pi }\int \limits _{0}^{2\pi }f(z_{0}+re^{i\varphi })\,d\varphi ,}
а также если {\displaystyle B_{r}} — круг радиуса {\displaystyle r} с центром в {\displaystyle z_{0}}, тогда
{\displaystyle f(z_{0})={1 \over \pi r^{2}}\int \limits _{B_{r}}f(z)\,dx\,dy.}
Из теорем о среднем следует принцип максимума модуля для голоморфных функций: если функция {\displaystyle f(z)} голоморфна в области {\displaystyle D} и внутри {\displaystyle D} её модуль имеет локальный максимум, тогда эта функция есть константа.
Из принципа максимума модуля следует принцип максимума для вещественной и мнимой части голоморфной функции: если функция {\displaystyle f(z)} голоморфна в области {\displaystyle D} и внутри {\displaystyle D} её вещественная или мнимая часть имеет локальный максимум или минимум, тогда эта функция есть константа.

### Теоремы о единственности
Из принципа максимума модуля и представимости голоморфных функций степенными рядами следуют ещё 3 важных результата:
- лемма Шварца: если функция {\displaystyle f(z)} голоморфна в круге {\displaystyle {|z|<1}}, {\displaystyle f(0)=0} и для всех точек {\displaystyle z} из этого круга {\displaystyle |f(z)|\leqslant 1}, тогда всюду в этом круге {\displaystyle |f(z)|\leqslant |z|};
- теорема единственности для степенных рядов: голоморфные функции, имеющие одинаковые ряды Тейлора в точке {\displaystyle z_{0}}, совпадают в некоторой окрестности этой точки;
- теорема о нулях голоморфной функции: если нули функции {\displaystyle f(z)}, голоморфной в области {\displaystyle D} имеют предельную точку внутри {\displaystyle D}, тогда функция {\displaystyle f(z)} равна нулю всюду в {\displaystyle D}.